# Carlos Xavier
Carlos Jorge Marques Caldas Xavier, deportivamente conocido como Carlos Xavier (Lourenço Marques, Mozambique, 16 de enero de 1963) es un exfutbolista portugués. Jugaba de centrocampista y desarrolló la mayor parte de su carrera en el Sporting de Portugal y la Real Sociedad. 

## Trayectoria
Carlos Xavier nació en 1963 en Lourenço Marques (actual Maputo), capital de la entonces colonia portuguesa de Mozambique. Su familia regresó de Mozambique a la Portugal metropolitana a raíz del proceso de independencia del país africano y se estableció en la Gran Lisboa.
Siguiendo los pasos de Pedro Xavier, su hermano mayor, Carlos Xavier se formó en las categorías inferiores del club lisboeta Sporting Clube de Portugal. Debutó en 1980 con el primer equipo y con 19 años de edad era ya un integrante regular de la primera plantilla del Sporting. Jugó 23 partidos de Liga en la temporada 1981-82, en la que el Sporting logró el título de Liga, el último que logró hasta 2000. Durante su primera estancia en el Sporting CP, que se prolongó hasta 1991, pasó por una cesión de una temporada, la 1986-87, en la Académica de Coimbra.
En 1991, tras más de 200 partidos oficiales con el Sporting CP, Carlos Xavier fichó junto con su compatriota y compañero de equipo Océano Andrade por la Real Sociedad de Fútbol, equipo de la Primera división española que dirigía su exentrenador en el Sporting, John Benjamin Toshack. La pareja de centrocampistas Oceano-Carlos Xavier llevó la manija de la Real Sociedad durante tres temporadas, entre 1991 y 1994, llevando al club a un quinto puesto y clasificación para la Copa de la UEFA en su primera temporada. Carlos Xavier jugó 109 partidos oficiales con la Real Sociedad en esas tres temporadas marcando 12 goles. Carlos Xavier quedó en la retina de los aficionados de la Real Sociedad como uno de los centrocampistas más talentosos que han vestido jamás la camiseta txuri-urdin con sus increíbles pases, cambios de juego y lanzamientos desde larga distancia. Eso si, al contrario que su compañero Oceano, sin tanta calidad en el juego pero 
siempre cumplidor y luchador en el centro del campo, Carlos Xavier adolecía de cierta falta de regularidad y continuidad en el juego, lo que le impidió convertirse en una gran estrella. 
En 1994, Carlos Xavier y Oceano volvieron al Sporting de Portugal. Carlos Xavier jugó dos temporadas más con el Sporting antes de retirarse en 1996 con 34 años de edad. En su última etapa en el Sporting ganó una Copa y una Supercopa de Portugal.
Tras su retirada pasó a jugar a fútbol playa, donde fue integrante de la Selección Portuguesa.
En la temporada 2004-05 tuvo un breve paso como entrenador, al ser asistente en el Estoril-Praia. Actualmente es director técnico de una academia del Sporting de Portugal.

## Selección nacional
Fue internacional con la Selección nacional de fútbol de Portugal en 10 ocasiones. Debutó muy joven como internacional, en 1981, pero no llegó a tener continuidad en la selección siendo convocado en contadas ocasiones durante su carrera. Su última internacionalidad llegó en 1993, cuando jugaba en la Real Sociedad de Fútbol.
No llegó a disputar ninguna fase final de competición por selecciones.

## Clubes
| Club                          | País     | Año       | PJ  | Goles |
| ----------------------------- | -------- | --------- | --- | ----- |
| Sporting de Portugal          | Portugal | 1980-1991 | 194 | 7     |
| Académica de Coimbra (cesión) | Portugal | 1986-1987 | 26  | 1     |
| Real Sociedad                 | España   | 1991-1994 | 96  | 13    |
| Sporting de Portugal          | Portugal | 1994-1996 | 36  | 6     |
| Total                         | Total    | Total     | 352 | 27    |

## Palmarés

### Campeonatos nacionales
| Título                | Club                 | País     | Año  |
| --------------------- | -------------------- | -------- | ---- |
| Liga de Portugal      | Sporting de Portugal | Portugal | 1982 |
| Copa de Portugal      | Sporting de Portugal | Portugal | 1995 |
| Supercopa de Portugal | Sporting de Portugal | Portugal | 1995 |